# Света Варвара (Пијерија)
Света Варвара (грч. Αγία Βαρβάρα, Аја Варвара) је насељено место у општини Катерини у периферији Средишња Македонија, Грчка. Према попису из 2021. године било је 62 становника.
Насеље је подигнуто после Грчког грађанског рата насељавањем грчких избегличких породица из Совјетског Савеза. Први пут се помиње на попису из 1961. године са 42 становника. Село се раније звало Нови Росопросфигес.